# John Yallop
John C. Yallop (født 24. oktober 1949 i Luton, England) er en engelsk tidligere roer.
Yallop var med i Storbritanniens otter, der vandt sølv ved OL 1976 i Montreal. Briterne blev i finalen kun besejret af Østtyskland, der vandt guld, mens New Zealand tog bronzemedaljerne. Den øvrige besætning i briternes båd var Richard Lester, Timothy Crooks, Hugh Matheson, David Maxwell, Jim Clark, Frederick Smallbone, Lenny Robertson og styrmand Patrick Sweeney. Det var det eneste OL han deltog i.
Yallop vandt desuden en VM-sølvmedalje i otter ved VM 1974 i Luzern.

## OL-medaljer
- 1976:  Sølv i otter